# Дворец в Белице
Дворец в Белице — дворец, расположенный в городе Белице, Любуское воеводство, Новосольский повят, гмина Кожухув.

## История
Особняк в Белице упоминается с конца XVIII века. Строительство ныне существующего дворца было начато в 1865 году по инициативе тогдашних владельцев, семьи фон Розенегк (von Rosenegk), и завершилось в 1867 году. Рядом с дворцом был разбит ландшафтный парк, над которым работал садовник Шольц (Scholz) из Жары. После войны здесь был офис и квартиры сотрудников PGR. Затем в течение нескольких лет дворец оставался безлюдным. В настоящее время отреставрирован и находится в собственности Джима Гэтсби, австралийского певца и композитора цыганского происхождения. Его дочь Сандра, звукоинженер, создала в подвалах замка студию звукозаписи — «Studio 100 %».

## Архитектура
Здание в стиле неоготики, двухэтажное, прямоугольное в плане, с несколькими ризалитами, башней с часами, увенчанной кренеляжем и пинаклем с северной стороны. Фасады украшены карнизами и фризами, с высокими ступенчатыми щипцами. Вход расположен с восточной стороны. Со стороны парка на высоте этажа находится остекленная веранда, перед ней — терраса в виде бастея, на которую ведут лестницы, расположенные на противоположных концах и прилегающих к стене дворца.